# Heinkel HD 32
L'Heinkel HD 32 era un aereo da addestramento, monomotore, biplano sviluppato dall'azienda aeronautica tedesca Ernst Heinkel Flugzeugwerke negli anni venti.

## Storia del progetto
L'Heinkel HD 32 (la sigla HD corrisponde alle iniziali delle parole tedesche Heinkel Doppeldecker ossia biplano Heinkel) venne sviluppato in Germania negli anni 1920 ed era un derivato dell'Heinkel HD 21. Come il predecessore era un biplano convenzionale, in legno, dotato di un singolo montante interalare per lato. A differenza del predecessore aveva solo due posti invece dei tre dell'HD 21. L'altra variazione significativa era l'adozione di un motore radiale Siemens al posto dei motori in linea adottati dagli HD 21.
Vennero realizzati 10 esemplari di HD 32 ed alcuni parteciparono all'edizione del 1925 della Deutscher Rundflug motorizzati con un Bristol Lucifer.